# Idioma khinalug
Khinalug (también escrito Khinalig, Khinalugi, Xinalug(h), Xinaliq o Khinalugh) es una lengua caucásica nororiental hablada por unas 3.000 personas en las aldeas de Khinalug y Gülüstan, Quba en las montañas del región de Quba, al norte de Azerbaiyán. Forma su propia rama independiente dentro de las Familia lingüística caucásica nororiental.
El khinalug es lengua amenazada y clasificada como "en grave peligro" por el Atlas de las lenguas del mundo en peligro de la UNESCO.

## Historia
El khinalug es el idioma de la aldea de Khinalug en el distrito de Quba de Azerbaiyán. Había sido clasificado tentativamente por investigadores anteriores como un miembro de la familia Lezgui de la rama daguestaní de las Lenguas caucásicas nororientales Aunque el khinalug es el idioma oficial de la aldea, es hablado principalmente por los aldeanos en circunstancias informales, mientras que el idioma nacional, el azerbaiyano se usa formalmente con fines educativos y para comunicarse con personas que no hablan el khinalug. El khinalug se considera una lengua amenazada. En los últimos años, la carretera que conduce a las aldeas donde se habla se ha deteriorado, dejando la zona en su mayor parte aislada.

## Fonología
Anteriormente, el idioma khinalug tenía su propia escritura. Alexander Kibrik y un equipo de trece lingüistas de la Universidad Estatal de Moscú visitaron la aldea en 2005.
En 2007 desarrollaron una ortografía latina para Khinalug, en colaboración con los maestros de las escuelas locales de la aldea. Se presenta entre corchetes angulares en las tablas siguientes.

### Consonantes
El inventario consonántico del khinalug es el siguiente:
|             |                  | Labial  | Dental   | Postalveolar/ Palatal | Velar    | Uvular   | Pharyngeal | Glottal |
| ----------- | ---------------- | ------- | -------- | --------------------- | -------- | -------- | ---------- | ------- |
| Nasal       | Nasal            | m ⟨m⟩   | n ⟨n⟩    |                       |          |          |            |         |
| Oclusiva    | sorda lenis      | p ⟨p⟩   | t ⟨t⟩    |                       | k ⟨k⟩    | q ⟨q⟩    |            | ʔ ⟨ʔ⟩   |
| Oclusiva    | voiceless fortis | pː ⟨pp⟩ | tː ⟨tt⟩  |                       | kː ⟨kk⟩  | qː ⟨qq⟩  |            |         |
| Oclusiva    | sonora           | b ⟨b⟩   | d ⟨d⟩    |                       | ɡ ⟨g⟩    |          |            |         |
| Oclusiva    | eyectiva         | pʼ ⟨p'⟩ | tʼ ⟨t'⟩  |                       | kʼ ⟨k'⟩  |          |            |         |
| Africada    | sorda lenis      |         | t͡s ⟨c⟩   | t͡ʃ ⟨ç⟩                | k͡x ⟨kx⟩3 | q͡χ ⟨x̂⟩   |            |         |
| Africada    | fortis sorda     |         | t͡sː ⟨cc⟩ | t͡ʃː ⟨çç⟩              |          |          |            |         |
| Africada    | sonora           |         |          | d͡ʒ ⟨j⟩                |          |          |            |         |
| Africada    | ejective         |         | t͡sʼ ⟨c'⟩ | t͡ʃʼ ⟨ç'⟩              |          | q͡χʼ ⟨q'⟩ |            |         |
| Fricativa   | sorda            | f ⟨f⟩   | s ⟨s⟩    | ʃ ⟨ş⟩                 | x ⟨kh⟩2  | χ ⟨x⟩    | ħ ⟨hh⟩4    | h ⟨h⟩   |
| Fricativa   | sonora           | v ⟨v⟩   | z ⟨z⟩    | ʒ ⟨z̧⟩1                | ɣ ⟨gh⟩2  | ʁ ⟨ğ⟩    | ʕ ⟨ʕ⟩4     |         |
| Vibrante    | Vibrante         |         | r ⟨r⟩    |                       |          |          |            |         |
| Aproximante | Aproximante      |         | l ⟨l⟩    | j ⟨y⟩                 | w ⟨w⟩    |          |            |         |

1 La cedilla en la ortografía representa la mitad inferior de <z>, como se usa en lingüística rusa.
2 Kh y gh son poco frecuentes.
3 Kx es muy poco frecuente.
4 Los sonidos faringales parecen ser principalmente préstamos del árabe.

### Vocales
El khinalug tiene nueve vocales y cuatro diptongos.
|            | Anterior   | Anterior   | Posterior  | Posterior |
| no-redond. | redondeada | no-redond. | redondeada |           |
| ---------- | ---------- | ---------- | ---------- | --------- |
| Cerrada    | i          | y          | ɯ          | u         |
| Media      | e          | ø          |            | o̞         |
| Abierta    | æ          |            | ä          |           |

Los diptongos incluyen: [iu] [ui] [oe] [oa].